# Велике Рихново
Велике Рихново (пол. Wielkie Rychnowo) — село в Польщі, у гміні Ковалево-Поморське Ґолюбсько-Добжинського повіту Куявсько-Поморського воєводства.
Населення — 702 особи (2011).
У 1975-1998 роках село належало до Торунського воєводства.

## Демографія
Демографічна структура станом на 31 березня 2011 року:
|          | Загалом | Допрацездатний вік | Працездатний вік | Постпрацездатний вік |
| -------- | ------- | ------------------ | ---------------- | -------------------- |
| Чоловіки | 359     | 85                 | 232              | 42                   |
| Жінки    | 343     | 69                 | 203              | 71                   |
| Разом    | 702     | 154                | 435              | 113                  |